# Йосипівська сільська рада (Білоцерківський район)
| Йосипівська сільська рада — орган місцевого самоврядування у Білоцерківському районі Київської області з адміністративним центром у с. Йосипівка. Історична дата утворення: в 1921 році. Сільській раді підпорядковані населені пункти: - с. Йосипівка - с. Затиша - с. Красне - с. Павлівка |

## Склад ради
Рада складається з 12 депутатів та голови.

### Керівний склад ради
| ПІБ                            | Основні відомості                                            | Дата обрання | Дата звільнення |
| ------------------------------ | ------------------------------------------------------------ | ------------ | --------------- |
| Пархоменко Ганна Володимирівна | Сільський голова, 1956 року народження, освіта, позапартійна | 26.03.2006   | 01.02.2008      |
| Пархоменко Світлана Миколаївна | Сільський голова, 1971 року народження, освіта, позапартійна | 30.11.2008   | 31.10.2010      |

Примітка: таблиця складена за даними джерела